# Kåre Kolberg
Kåre Kolberg, född 24 april 1936 i Birkenes, död 19 augusti 2014 i Holmestrand, var en norsk kompositör, organist och musikkritiker.
Kolberg utbildade sig vid Musikkonservatoriet i Oslo och vid Oslo universitet med magisterexamen i musikvetenskap. 1961 blev han organist i Groruds kyrka i Oslo. Han har arbetat för NRK och varit musikkritiker i Dagbladet.
Flera av hans verk karakteriseras som konkret musik.
Ett av hans verk, Plym-Plym (1966), är ett musikaliskt-språkligt collage i vilket ingår sång, speakerröst, fonetiska nonsensljud m.m.
Han var en pionjär i Norge inom elektroakustisk musik bland annat med Keiserens nye slips (1973) som var det första norska verket inom denna musikgren. Verket tillkom i Elektronmusikstudion EMS i Stockholm. 1974 skrev han musiken till Norges första TV-opera, Tivoli.
Kolberg ägnade sig också åt musikorganisatoriska frågor som i Foreningen Ny Musikk. Han deltog i Kunstneraksjonen -74 och var ordförande i Norsk Komponistforening 1979–85.
Han erhöll Arne Nordheims komponistpris 2002.

## Verk
- 1962 – Ludus, för orgel
- 1964 – Quartetto per archi, kammarmusik
- 1965 – Alexander, kammaropera
- 1966 – Plym-Plym, för soli/vokalkvartett, blandad kör, speaker
- 1966 – Invocatio, för 8 solostämmor
- 1968 – Jaba, för jazztrio eller ad. lib.
- 1970 – Agathe, konkret musik
- 1972 – En plass i solen, konkret musik, balett
- 1972 – Nova, audiovisuell miljö för Henie Onstad Kunstsenter
- 1973 – Keiserens nye slips, elektroakustisk musik
- 1974 – Tivoli, TV-opera
- 1985 – For the time being, vokalkvartett (utnämnd till årets verk av Norsk Komponistforening)
- 1994 – Bozza per orchestra, orkesterverk